# 夏漢雄
柔功門肇創人為夏漢雄宗師，夏宗師生於1897年，廣東高明縣人。宗師體格魁梧，好武藝，幼隨其兄夏生練武，後再習多家武術,曾拜師白眉派張禮泉宗師，學過一些基礎套路。故他們多數公開表演時，大多是白眉套路。
1924年秋，夏漢雄成立粵勝體育會，傳授武術，會址設於廣州六二三路皮欄橋五及七號，以門徒日眾，又增設分館於廣州惠愛中路壬癸坊六號及八號，後易名為珠江國術社。自此，夏漢雄聲名日盛，獲燕塘軍校憲兵部聘為國術教官及醫官。
1938年8月，廣州淪䧟，夏漢雄南下香港，設館中環鴨巴甸街二十八號樓下，沿用珠江國術社之名。1941年末，香港亦告淪陷，夏漢雄回鄉，參與游擊戰，與敵軍周旋。
清代新會白廟鄉九源寺有道生長老，武功超卓，傳予慧日大師，慧日大師傳乘來大師與傑來大師，乘來大師所傳者有戒冰和尚，傑來大師所傳者有鐵穩禪師。鐵穩禪師受師命，曾入西藏謁祖師道生長老，受祖師囑，須將所學之密宗絕世武功般若神功傳於中土，勿守秘。禪師南遊至高明時，宗師仰其大名，摳衣覲謁，欲拜為門下。鐵穩禪師感其誠，乃收為門徒，授以少林武藝及外科醫學。宗師勤修苦學，數年學成，經禪師試其武功，認為已得所傳，能承衣砵。禪師歸隱羅浮名山，臨行囑宗師可自立門派名為「柔功門」，發揚武術，懸壺濟世，救死扶傷。及後，夏漢雄復求深造於戒冰和尚。
1945年，日本投降，國土重光，宗師返穗，恢復珠江國術社。1949年以時局變化，夏漢雄來港設館懸壺濟世，並成立夏漢雄體育會，傳授武藝。1962年末，夏漢雄以古稀之年而歸道山，從此會務由其哲嗣夏國璋主持。